# 保守党 (尼加拉瓜)
保守党（西班牙語：Partido Conservador，缩写为PC）是尼加拉瓜最古老的保守派政党，它的标志是一个一圈的自由火炬。它的口号是“上帝、秩序、正义”，通常描绘在一个三角形的三边。

## 历史
保守党是尼加拉瓜现有的政党中最古老的目前。它成立于1830年代末，随着尼加拉瓜成为一个独立的共和国，由格拉纳达地区的精英成员组建。与许多拉美国家一样，主要的政治冲突发生在保守派和自由派之间。在1840年代至1850年代，在尼加拉瓜保守派和自由派之间发生内战。1857年保守党获胜，并主导这个国家长达35年。
1893年保守党分裂，自由党利用这个机会曾一度执政。保守党在1910年在美国军队的干预下重新执政后。此后掌权直到另一个自由党派的反抗，1926年建立了一个联合政府。
安纳斯塔西奥·索摩查·加西亚在保守党和自由党的帮助下掌权后，1944年索摩查成立国民自由党，该党长期控制议会，保守党逐渐式微。
1984年尼加拉瓜革命后第一次选举，保守党得票率处于第二名。1990年，保守党加入反对桑地诺民族解放阵线的全国反对派联盟，此后保守党成为尼加拉瓜第三大政治力量，但影响远小于桑地诺或制宪自由党。在2001年11月4日举行的立法选举，该党赢得了2.1%的选票和国民议会90个席位的2席。同时，党领袖阿尔韦托·萨沃里奥在总统选举中只赢得了1.4%的支持率。在2006年大选中，保守党加入尼加拉瓜自由联盟政党联盟，支持前制宪自由党政治家爱德华多·蒙特竞选总统，但未成功。